# Paussus

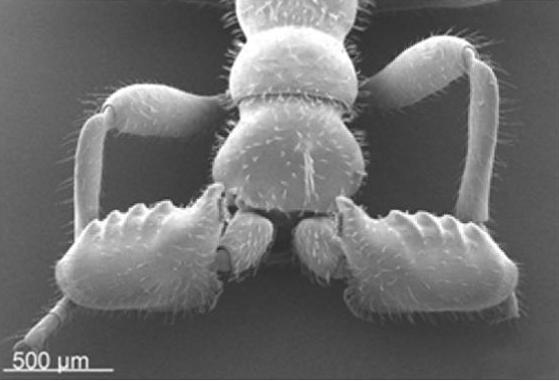
Elektronenmicroscopische opname van de kop en de voelsprieten (vooraan) van Paussus favieri

Paussus is een geslacht van kevers uit de familie van de loopkevers (Carabidae). De wetenschappelijke naam is gepubliceerd in 1775 door Linnaeus.
Deze kevers hebben opvallende voelsprieten die slechts uit twee segmenten bestaan. Het voorste is erg groot en onregelmatig van vorm, vaak met een getande achterzijde; het tweede is klein en rond.
Paussus is het meest uitgebreide geslacht in de onderfamilie Paussinae, met meer dan 350 gekende soorten. Ze komen voor in het Afrotropisch gebied, het Oriëntaals gebied en het zuiden van het Palearctisch gebied.
Alle soorten zijn obligaat myrmecofiel, dat wil zeggen ze leven steeds in symbiose met mieren. De kevers worden beschermd door de mieren en hun larven kunnen zich ontwikkelen in de mierennesten. Op hun beurt scheiden de kevers chemische stoffen af die de mieren kunnen gebruiken. De kevers zijn ook in staat om zich te beschermen door warme (55 tot 100°C) benzochinonen met een explosieve kracht uit te stoten.

## Soorten
Het geslacht omvat de volgende soorten:
- Paussus acuminicoxis H.Kolbe, 1896
- Paussus adamsoni Fowler, 1912
- Paussus adeptus H.Kolbe, 1929
- Paussus adinventus C.A.Dohrn, 1888
- Paussus adjunctus Reichensperger, 1936
- Paussus aenigma Reichensperger, 1954
- Paussus aethiops Blanchard, 1845
- Paussus affinis Westwood, 1833
- Paussus affulgens Reichensperger, 1954
- Paussus afraequatorialis Luna de Carvalho, 1963
- Paussus africanus Luna de Carvalho, 1958
- Paussus afzelii Westwood, 1855
- Paussus aldrovandii Gestro, 1901
- Paussus alienus Reichensperger, 1950
- Paussus alluaudi Reichensperger, 1936
- Paussus ambiguus Reichensperger, 1938
- Paussus americanus H.Kolbe, 1920
- Paussus andreae Ritsema, 1879
- Paussus angustulus Wasmann, 1922
- Paussus antinorii Gestro, 1881
- Paussus anxius Reichensperger, 1913
- Paussus arabicus Raffray, 1885
- Paussus araneans Luna de Carvalho, 1968
- Paussus arduus Peringuey, 1896
- Paussus aristoteli J. Thomson,
- Paussus armatus Westwood, 1833
- Paussus armicollis Fairmaire, 1899
- Paussus asperulus Fairmaire, 1898
- Paussus assmuthi Wasmann, 1904
- Paussus atheruri Luna de Carvalho, 1960
- Paussus audouini Westwood, 1852
- Paussus aureofimbriatus Wasmann, 1904
- Paussus aureovellus Reichensperger, 1922
- Paussus avunculus Reichensperger, 1925
- Paussus barkeri Peringuey, 1896
- Paussus basilewskyi Reichensperger, 1952
- Paussus bastinae Luna de Carvalho, 1963
- Paussus batillarius Reichensperger, 1933
- Paussus bayonii Gestro, 1910
- Paussus bekilyanus Jeannel, 1946
- Paussus benoiti Janssens, 1956
- Paussus bicolor Raffray, 1886
- Paussus bicoloricornis Luna de Carvalho, 1963
- Paussus bicornis Wasmann, 1904
- Paussus biflagellatus Luna de Carvalho, 1973
- Paussus bituberculatus H.Kolbe, 1896
- Paussus bohemani Westwood, 1855
- Paussus borneensis Gestro, 1919
- Paussus bowringii Westwood, 1850
- Paussus boysii Westwood, 1845
- Paussus braunsi Peringuey, 1897
- Paussus brevicornutus Luna de Carvalho, 1968
- Paussus brincki Reichensperger, 1958
- Paussus brittoni Reichenspenger, 1957
- Paussus buettikeri Nagel, 2006
- Paussus burchelianus Westwood, 1869
- Paussus burgeoni Reichensperger, 1925
- Paussus burmeisteri Westwood, 1838
- Paussus camaxilensis Luna de Carvalho, 1963
- Paussus canaliculatus Wasmann, 1919
- Paussus canteloubei Luna de Carvalho, 1962
- Paussus capillaceus Reichensperger, 1937
- Paussus capreolus Reichensperger, 1913
- Paussus cardoni Wasmann, 1904
- Paussus catalai Jeannel, 1946
- Paussus catoxanthus Gestro, 1923
- Paussus celisi Janssens, 1956
- Paussus centurio C.A.Dohrn, 1882
- Paussus cephalotes Raffray, 1885
- Paussus cerambyx Wasmann, 1904
- Paussus ceratoderinus Luna de Carvalho, 1963
- Paussus cervinus Kraatz, 1892
- Paussus chappuisi Reichensperger, 1938
- Paussus cilipes Westwood, 1845
- Paussus cirenaicus A. Fiori, 1914
- Paussus citernii Gestro, 1911
- Paussus clarkei Luna de Carvalho, 1974
- Paussus cochlearius Westwood, 1838
- Paussus cognatus Westwood, 1842
- Paussus colasi Antoine, 1952
- Paussus collarti Reichensperger, 1932
- Paussus comptus Peringuey, 1899
- Paussus concinnus Peringuey, 1896
- Paussus conradti H.Kolbe, 1896
- Paussus cornutus Chevrolat, 1832
- Paussus coronatus Reichensperger, 1935
- Paussus corporaali Reichensperger, 1927
- Paussus crenaticornis Raffray, 1885
- Paussus crepidulae Luna de Carvalho, 1967
- Paussus cridae Gestro, 1915
- Paussus cucullatus Westwood, 1850
- Paussus cultratus Westwood, 1850
- Paussus curtisii Westwood, 1864
- Paussus cuypersi Luna de Carvalho, 1976
- Paussus cyathiger Raffray, 1885
- Paussus cylindricollis Wasmann, 1922
- Paussus cylindricornis Peringuey, 1885
- Paussus dama H.Dohrn, 1890
- Paussus damarinus Westwood, 1874
- Paussus darlingtoni Reichensperger, 1951
- Paussus decellei Luna de Carvalho, 1980
- Paussus decipiens Reichensperger, 1951
- Paussus dedyckeri Luna de Carvalho, 1976
- Paussus degeeri Westwood, 1855
- Paussus denticulatus Westwood, 1845
- Paussus desneuxi Fowler, 1912
- Paussus dichrous Jassens, 1950
- Paussus dissidens Peringuey, 1898
- Paussus dissimulator Reichensperger, 1928
- Paussus distinguendus Reichensperger, 1925
- Paussus dohrni Westwood, 1852
- Paussus dollmani Wasmann, 1922
- Paussus donisthorpei Wasmann, 1922
- Paussus drescheri Reichensperger, 1935
- Paussus eisentrauti Nagel, 1982
- Paussus elaphus H.Dohrn, 1890
- Paussus elizabethae Peringuey, 1897
- Paussus elongatus Kano, 1930
- Paussus escherichi Wasmann, 1911
- Paussus excavatus Westwood, 1833
- Paussus exiguus Reichensperger, 1929
- Paussus fairmairei Raffray, 1886
- Paussus fallax Peringuey, 1892
- Paussus favieri Fairmaire, 1851
- Paussus fichtelii Donovan, 1800
- Paussus fissifrons Fairmaire, 1902
- Paussus fletcheri Fowler, 1912
- Paussus formosus Wasmann, 1912
- Paussus foveifrons Reichensperger, 1926
- Paussus fulvus Westwood, 1842
- Paussus gazella Reichensperger, 1925
- Paussus germari Westwood, 1852
- Paussus ghanensis Luna de Carvalho, 1973
- Paussus glabripennis (Jeannel, 1946)
- Paussus globiceps Reichensperger, 1913
- Paussus goetzei H.Kolbe, 1926
- Paussus hardwickii Hope, 1831
- Paussus hearseyanus Westwood, 1842
- Paussus heinrichi Luna de Carvalho, 1959
- Paussus henningsi Reichensperger, 1929
- Paussus hirsutus Raffray, 1886
- Paussus horikawae Kano, 1930
- Paussus horni Wasmann, 1902
- Paussus howa C.A.Dohrn, 1881
- Paussus hugscotti Reichensperger, 1938
- Paussus humbloti Raffray, 1886
- Paussus humboldtii (Westwood, 1852)
- Paussus hystrix Westwood, 1850
- Paussus incultus Reichensperger, 1926
- Paussus inermis Gerstaecker, 1855
- Paussus inexpectatus Fairmaire, 1899
- Paussus intermedius Reichensperger, 1957
- Paussus intuitivus H.Kolbe, 1935
- Paussus jacobsoni Wasmann, 1928
- Paussus janssensi Luna de Carvalho, 1956
- Paussus javanus Wasmann, 1899
- Paussus jeanneli Reichensperger, 1936
- Paussus jeannelianus Basilewsky, 1957
- Paussus jerdani Westwood, 1847
- Paussus jousselinii Guerin-Meneville, 1836
- Paussus kannegieteri Wasmann, 1896
- Paussus kjellanderi Luna de Carvalho, 1965
- Paussus klugii Westwood, 1838
- Paussus kochi Reichensperger, 1953
- Paussus kohli Wasmann, 1907
- Paussus kolbei Reichensperger, 1925
- Paussus krelli Kaupp & Rodel, 1997
- Paussus kristenseni Reichensperger, 1913
- Paussus lacrimans Reichensperger, 1925
- Paussus laetus Gerstaecker, 1867
- Paussus laevifrons (Westwood, 1833)
- Paussus lamottei Luna de Carvalho, 1968
- Paussus lanxangensis Nagel, 2009
- Paussus laticollis Raffray, 1886
- Paussus latidens H.Kolbe, 1935
- Paussus latreillei Westwood, 1845
- Paussus leechi Luna de Carvalho, 1968
- Paussus leleupi Luna de Carvalho, 1968
- Paussus leroyi Wasmann, 1899
- Paussus liber Wasmann, 1899
- Paussus lineatus Thunberg, 1781
- Paussus linnaei Westwood, 1833
- Paussus linnavuori Luna de Carvalho, 1969
- Paussus lucasseni Wasmann, 1896
- Paussus ludekingii Vollenhoven, 1872
- Paussus lusotropicalis Luna de Carvalho, 1963
- Paussus madurensis Wasmann, 1913
- Paussus manicanus Peringuey, 1896
- Paussus manni Reichensperger, 1925
- Paussus marshalli Peringuey, 1896
- Paussus massarti Reichensperger, 1933
- Paussus medleri Luna de Carvalho, 1980
- Paussus mendesi (Luna de Carvalho, 2001)
- Paussus microcephalus Linnaeus, 1775
- Paussus milloti Jeannel, 1955
- Paussus milneedwardsi Raffray, 1885
- Paussus mimus Peringuey, 1897
- Paussus minor Shiraki, 1907
- Paussus mirei Luna de Carvalho, 1957
- Paussus modestus Reichensperger, 1913
- Paussus moltonii Luna de Carvalho, 1959
- Paussus moreirai Luna de Carvalho, 1971
- Paussus mucius C.A.Dohrn, 1884
- Paussus murrayi Westwood, 1856
- Paussus nageli Luna de Carvalho, 1980
- Paussus natalis Peringuey, 1899
- Paussus nauceras Benson, 1846
- Paussus nigrita Wasmann, 1904
- Paussus nobilis Wasmann, 1930
- Paussus nudus Nagel, 1980
- Paussus oberthueri Wasmann, 1899
- Paussus obscurus Nagel, 1977
- Paussus occlusus Darlington, 1950
- Paussus oertzeni H.Kolbe, 1896
- Paussus olcesii Fairmaire, 1856
- Paussus opacus Kraatz, 1892
- Paussus orientalis Nagel, 1986
- Paussus overlaeti Reichensperger, 1937
- Paussus pacificus Westwood, 1855
- Paussus pallidefulvus Wasmann, 1899
- Paussus pandamanus Wasmann, 1896
- Paussus passosi Luna de Carvalho, 1963
- Paussus pasteuri Wasmann, 1896
- Paussus patrizii Gestro, 1923
- Paussus paulmuelleri Nagel, 1983
- Paussus penicillatus Raffray, 1886
- Paussus permutatus Reichensperger, 1937
- Paussus perrieri Fairmaire, 1898
- Paussus perroti Wasmann, 1899
- Paussus pierronii Fairmaire, 1880
- Paussus pilicornis Donovan, 1804
- Paussus pilosus Reichensperger, 1957
- Paussus piochardi Saulcy, 1874
- Paussus pipitzi C.A.Dohrn, 1884
- Paussus planicollis Raffray, 1885
- Paussus planicornis Wasmann, 1922
- Paussus planifrons Fairmaire, 1899
- Paussus ploiophorus Benson, 1846
- Paussus politus Westwood, 1850
- Paussus prestesjoannesi Luna de Carvalho, 1974
- Paussus pretoriensis Brauns, 1925
- Paussus procerus Gerstaecker, 1867
- Paussus propinquus Peringuey, 1888
- Paussus pseudocucullatus Nagel, 1983
- Paussus pseudoklugi Luna de Carvalho, 1963
- Paussus pseudosetosus Nagel, 1977
- Paussus quadratidens Wasmann, 1904
- Paussus quadricornis Wasmann, 1899
- Paussus raffrayi Peringuey, 1896
- Paussus rawlinsi Nagel, 2006
- Paussus recorpus Nagel, 1986
- Paussus recticornis Raffray, 1886
- Paussus reductus Reichensperger, 1937
- Paussus reichenspergeri Brauns, 1925
- Paussus ricardojorgei Luna de Carvalho, 1951
- Paussus ritsemae Wasmann, 1896
- Paussus roeri (Luna de Carvalho, 1989)
- Paussus rougemonti Luna de Carvalho, 1974
- Paussus rougemontianus Lorenz, 1998
- Paussus ruber Thunberg, 1781
- Paussus rufitarsis Westwood, 1833
- Paussus rugiceps Peringuey, 1888
- Paussus rugosus Raffray, 1886
- Paussus rusticus Peringuey, 1885
- Paussus saundersii Westwood, 1841
- Paussus sauteri Wasmann, 1912
- Paussus scaliger Reichensperger, 1926
- Paussus schaumii Westwood, 1852
- Paussus schiodtii Westwood, 1874
- Paussus schoutedeni Reichensperger, 1933
- Paussus scorteccii Luna de Carvalho, 1959
- Paussus scyphus Raffray, 1886
- Paussus semicucullatus Wasmann, 1899
- Paussus semilineatus Wasmann, 1899
- Paussus semirufus Wasmann, 1899
- Paussus seriesetosus Wasmann, 1904
- Paussus serratulus Reichensperger, 1927
- Paussus sesquisulcatus Wasmann, 1899
- Paussus setosus Westwood, 1850
- Paussus sewelli Ribeiro, 1930
- Paussus seydeli Reichensperger, 1937
- Paussus seyriganus Jeannel, 1946
- Paussus seyrigi Reichensperger, 1936
- Paussus shuckardi Westwood, 1838
- Paussus sicardi Jeannel, 1946
- Paussus signatipennis Peringuey, 1885
- Paussus sikoranus C.A.Dohrn, 1890
- Paussus simplicissimus Jannsens, 1956
- Paussus soleatus Wasmann, 1894
- Paussus solidus Reichensperger, 1936
- Paussus somaliae Reichensperger, 1953
- Paussus spencii Westwood, 1864
- Paussus sphaerocerus Afzelius, 1798
- Paussus spiniceps Wasmann, 1904
- Paussus spinicola Wasmann, 1892
- Paussus spinicoxis Westwood, 1850
- Paussus spinolae Gestro, 1901
- Paussus squamicornis Wasmann, 1922
- Paussus stevensianus Westwood, 1842
- Paussus stolzi H.Kolbe, 1926
- Paussus striaticornis Luna de Carvalho, 1966
- Paussus suahelinus Reichensperger, 1930
- Paussus suavis Wasmann, 1894
- Paussus subarcuatus Reichensperger, 1932
- Paussus tagalicus Gestro, 1919
- Paussus tchadensis Luna de Carvalho, 1957
- Paussus telescopifer Wasmann, 1922
- Paussus tenuiculus Luna de Carvalho, 1959
- Paussus tenuis Reichensperger, 1925
- Paussus testaceus Fowler, 1912
- Paussus thomsonii Reiche, 1860
- Paussus thoracicus Donovan, 1800
- Paussus tibialis Westwood, 1842
- Paussus tigrinus Gestro, 1901
- Paussus tristis Wasmann, 1912
- Paussus tununguensis Reichensperger, 1933
- Paussus turcicus Frivaldszky von Frivald, 1835
- Paussus upembanus Janssens, 1951
- Paussus vadoni Jeannel, 1946
- Paussus vanrooni Wasmann, 1922
- Paussus verticalis Reiche, 1847
- Paussus vexator Peringuey, 1899
- Paussus viator Peringuey, 1896
- Paussus vollenhovii Westwood, 1874
- Paussus wasmanni Kraatz, 1894
- Paussus waterhousei Westwood, 1874
- Paussus wellmani Wasmann, 1907
- Paussus wittei Reichensperger, 1950
- Paussus woerdenii Ritsema, 1875
- Paussus wroughtoni Wasmann, 1894
- Paussus ypsilopilos Luna de Carvalho, 1966